# 退職金
|                | 解雇予告期間 (カ月) | 解雇手当 (月収相当) |
| -------------- | ------------------- | ------------------- |
| 米国           | 0                   | 0                   |
| NZ             | 0.50                | 0                   |
| カナダ         | 0.82                | 0                   |
| ドイツ         | 1.00                | 0                   |
| フィンランド   | 1.00                | 0                   |
| 日本           | 1.00                | 0                   |
| 韓国           | 0.50                | 0.50                |
| ノルウェー     | 1.00                | 0                   |
| オーストリー   | 1.25                | 0                   |
| エストニア     | 1.00                | 0.50                |
| 英国           | 1.00                | 0.50                |
| アイルランド   | 0.50                | 1.00                |
| 豪州           | 0.75                | 1.00                |
| コロンビア     | 0.25                | 1.50                |
| ポルトガル     | 1.00                | 0.80                |
| スロベニア     | 1.10                | 0.80                |
| スイス         | 2.00                | 0                   |
| ギリシャ       | 1.00                | 1.00                |
| イタリア       | 1.40                | 0.60                |
| ルクセンブルク | 2.00                | 0                   |
| ラトビア       | 1.00                | 1.00                |
| ハンガリー     | 1.20                | 1.00                |
| オランダ       | 1.00                | 1.33                |
| スロバキア     | 2.00                | 0.50                |
| デンマーク     | 2.58                | 0.01                |
| メキシコ       | 0                   | 2.60                |
| アイスランド   | 3.00                | 0                   |
| スウェーデン   | 3.00                | 0                   |
| スペイン       | 0.50                | 2.67                |
| フランス       | 2.25                | 1.00                |
| ベルギー       | 1.73                | 1.73                |
| チェコ         | 2.00                | 1.50                |
| ポーランド     | 3.50                | 1.00                |
| チリ           | 0.50                | 4.10                |
| イスラエル     | 1.00                | 4.00                |
| リトアニア     | 1.05                | 4.00                |
| トルコ         | 2.00                | 4.00                |

退職金（たいしょくきん、英語: Retirement Pay）とは、退職した労働者に対し支払われる金銭。日本では退職手当、退職慰労金などと呼ばれることもある。法定化されている国、されていない国、されていなくても習慣的に払われる国などあり金額、条件等もばらばらである。
特に会社都合による雇用終了の手当は解雇手当（Severance Pay）と呼ばれ、制度は各国でさまざまであり、雇用保護規制による法定の義務額は、米国ではゼロ、トルコでは6か月分、英国では最大16,140ポンド（勤続2年以上のみ）であった。日本では義務額はゼロである（30日以上前に予告した場合）。

## 日本
退職金は本質的には賃金の後払いであり、終身雇用制を基調とした日本においては永年勤続を奨励する意味もあり広く行き渡っている制度であるが、法定された制度ではなく、退職金制度を設けなくても違法ではない。しかし、就業規則に退職金の規定を設けた場合は賃金の一部とみなされ、請求があった場合は支給しなければならない（この場合は、企業が倒産した場合、退職金についても、未払賃金の立替払事業の対象となる）。近年は退職金制度の廃止、選択制をとる企業がある（主要な企業における廃止例としてワタミなど、選択制例としてパナソニックなどがある）。
なお使用者による解雇（会社都合退職）の場合、使用者は30日前に予告するか、30日以上の解雇手当を支給する必要がある。

労働基準法第20条 　使用者は、労働者を解雇しようとする場合においては、少くとも30日前にその予告をしなければならない。30日前に予告をしない使用者は、30日分以上の平均賃金を支払わなければならない。

### 賃金の一部としての退職金

労働条件通知書

就業規則に退職金についての規定を設ける場合は、適用される労働者の範囲、退職手当の決定、計算及び支払の方法並びに退職手当の支払の時期に関する事項を設けなければならない（労働基準法第89条第3号の2）。退職金を不支給または減額する事由を設ける場合は、「決定、計算の方法」に該当するので、就業規則に記載する必要がある（昭和63年1月1日基発1号）。またこれらの規定は労働条件の明示事項ともされていて（労働基準法第15条、労働基準法施行規則第5条第1項第4号の2）、使用者は、労働契約の締結に際し、労働者に対してこれらの規定を明示する必要がある。
金額は、主に退職日における勤続年数と職能に応じて算定されるが、勤続年数が長いほど、そして職能が高いほど、勤続年数当たりの単価が高額になる。なお、支給額は企業ごとに就業規則により決められているため、同じ勤続年数でも、企業や業種によって金額には開きがある。また、退職事由によっても支給される金額が異なることがあり、自主都合の場合は低く、会社都合・定年退職の場合は高いことが多い。懲戒解雇・諭旨解雇などの場合、支給されないか減額されることがある。また、企業が人員整理を目的に退職勧奨をする際に退職金を増額する例もある。
大企業であれば退職金の原資は企業が自ら負担するが、中小企業では中小企業退職金共済に代表される勤労者退職金共済機構等の機関に掛金を納付し、機関から退職金が支給されるのが一般的である。

#### 退職金の保全措置
次のいずれにもあてはまらない事業主は、労働契約又は労働協約、就業規則その他これらに準ずるものにおいて労働者に退職金を支払うことを明らかにしたときは、当該退職金の支払に充てるべき額として厚生労働省令で定める額について、退職金の保全措置を講ずるように努めなければならない（賃金の支払の確保等に関する法律第5条、施行規則第4条）。
1. 次に掲げるいずれかの契約を締結した事業主
  - 中小企業退職金共済法第2条3項に規定する退職金共済契約
  - 社会福祉施設職員等退職手当共済法第2条9項に規定する退職手当共済契約
  - 法人税法附則第20条3項に規定する適格退職年金契約
  - 所得税法施行令第73条1項1号に規定する退職金共済契約（その相手方が同項に規定する特定退職金共済団体であるものに限る。）
2. その使用する労働者が厚生年金基金の加入員である事業主[7]
3. その使用する労働者が確定給付企業年金法第25条1項に規定する加入者である事業主[8]
4. 法律により直接に設立された法人又は特殊法人等である事業主であって、退職手当の保全措置を講ずることを要しない旨の厚生労働大臣の指定を受けたもの
5. 退職手当の保全措置について施行規則第5条の2で定める措置によらない旨の労使協定をした事業主[9]

「厚生労働省令で定める額」は、次に掲げるいずれかの額以上の額とする（施行規則第5条）。
1. 労働者の全員が自己の都合により退職するものと仮定して計算した場合に退職手当として支払うべき金額の見積り額の4分の1に相当する額
2. 労働者が昭和52年4月1日以後において当該事業主に継続して使用されている期間の月数を中小企業退職金共済法第10条1項に規定する掛金納付月数とみなした場合において、次の1~6に掲げる労働者の区分に応じ、当該1~6に定める額を労働者の全員について合算した額
  1. 昭和55年11月30日以前から当該事業主に継続して使用されている労働者　掛金納付月数に応じ中小企業退職金共済法施行令の一部を改正する政令（平成三年改正中退令）附則別表の第二欄に定める金額の30分の8の金額、昭和56年12月1日以後の期間に係る掛金納付月数に応じ同表の第二欄に定める金額の30分の4の金額、平成3年12月1日以後の期間に係る掛金納付月数に応じ同表の第二欄に定める金額の30分の18の金額及び平成5年12月1日以後の期間に係る掛金納付月数に応じ同表の第二欄に定める金額の30分の10の金額を合算した額
  2. 昭和55年12月1日から昭和61年11月30日までの間において当該事業主に継続して使用されることとなった労働者　掛金納付月数に応じ平成三年改正中退令附則別表の第二欄に定める金額の30分の12の金額、平成3年12月1日以後の期間に係る掛金納付月数に応じ同表の第二欄に定める金額の30分の18の金額及び平成5年12月1日以後の期間に係る掛金納付月数に応じ同表の第二欄に定める金額の30分の10の金額を合算した額
  3. 昭和61年12月1日から平成3年11月30日までの間において当該事業主に継続して使用されることとなった労働者（6に掲げる労働者を除く。）　掛金納付月数に応じ平成三年改正中退令附則別表の第二欄に定める金額及び平成5年12月1日以後の期間に係る掛金納付月数に応じ同表の第二欄に定める金額の30分の10の金額を合算した額
  4. 平成3年12月1日から平成7年11月30日までの間において当該事業主に継続して使用されることとなった労働者（6に掲げる労働者を除く。）　掛金納付月数に応じ平成三年改正中退令附則別表の第二欄に定める金額の30分の40の金額（当該掛金納付月数が24未満である労働者については、4000円に当該掛金納付月数を乗じて得た額）
  5. 平成7年12月1日以後において当該事業主に継続して使用されることとなった労働者（6に掲げる労働者を除く。）　掛金納付月数に応じ平成三年改正中退令附則別表の第二欄に定める金額の30分の50の金額（当該掛金納付月数が24未満である労働者については、5000円に当該掛金納付月数を乗じて得た額）
  6. 平成3年4月1日以後において当該事業主に継続して使用されることとなった労働者であつて、中小企業退職金共済法施行規則第2条1号に規定する短時間労働者に該当するもの　掛金納付月数に応じ平成三年改正中退令附則別表の第二欄に定める金額の30分の20の金額（当該掛金納付月数が24未満である労働者については、2000円に当該掛金納付月数を乗じて得た額）
3. 労使協定に定めた額

講ずる保全措置は、次のとおりとする（施行規則第5条の2第1項）。
1. 事業主の労働者に対する退職手当の支払に係る債務を銀行その他の金融機関において上記各号に掲げるいずれかの額以上の額に相当する額（要保全額）につき保証することを約する契約を締結すること。
2. 要保全額につき、労働者を受益者とする信託契約を信託会社等と締結すること。
3. 労働者の事業主に対する退職手当の支払に係る債権を被担保債権とする質権又は抵当権を要保全額につき設定すること。
4. 退職手当保全委員会を設置すること。
  - 事業主は、退職手当保全委員会を設置するときは、次に定めるところによらなければならない（施行規則第5条の2第2項）。
    1. 退職手当保全委員会の構成員の半数については、当該事業主に使用されている労働者であって、過半数代表者の推薦を受けたものとすること。
    2. 退職手当保全委員会には次に定める事項を行わせること。
      - 事業主から退職手当の支払の準備に関する状況について報告を受け、必要に応じ、事業主に対して当該退職手当の支払の準備につき意見を述べること。
      - 退職手当の支払の準備に関する苦情を処理すること。

    3. 少なくとも一年に一回、定期に、及び退職手当保全委員会からの要求の都度、退職手当の支払の準備に関する状況について退職手当保全委員会に対して書面により報告を行うこと。
    4. 退職手当保全委員会の開催の都度、遅滞なく、その議事の概要及び退職手当保全委員会に報告した退職手当の支払の準備に関する状況の概要を各作業場の見やすい場所に掲示し、又は備え付ける等の方法によつて労働者に周知させること。
    5. 退職手当保全委員会における議事で重要なものに係る記録を作成して、これを5年間保存すること。

#### 動向
厚生労働省の「平成30年就労条件総合調査」によれば、平成30年1月1日現在、退職給付（一時金・年金）制度がある企業割合は80.5%となっている。企業規模別にみると、「1,000人以上」が92.3%、「300～999人」が 91.8%、「100～299人」が84.9%、「30～99人」が77.6%となっていて企業規模が大きいほど採用している割合が大きい。退職給付制度がある企業について、制度の形態別の企業割合をみると「退職一時金制度のみ」が73.3%、「退職年金制度のみ」が8.6%、「両制度併用」が18.1%となっている。
平成30年1月1日現在、退職一時金制度がある企業について、支払準備形態（複数回答）別の企業割合をみると、「社内準備」が57.0%、「中小企業退職金共済制度」が44.0%、「特定退職金共済制度」が11.5%、「その他」が10.5%となっている。退職年金制度がある企業について、支払準備形態（複数回答）別の企業割合をみると、「確定拠出年金（企業型）」が47.6%、「確定給付企業年金（CBPを含む）」が43.3%、「厚生年金基金（上乗せ給付）」が20.0%、「企業独自の年金」が3.8%となっている。
退職一時金制度について、過去3年間に見直しを行った企業割合は9.3%、退職年金制度について、過去3年間に見直しを行った企業割合は5.1%となっている。
退職給付（一時金・年金）制度がある企業について、平成29年1年間における勤続20年以上かつ45歳以上の退職者がいた企業割合は、26.6%となっている。退職給付（一時金・年金）制度がある勤続20年以上かつ45歳以上の退職者がいた企業について、退職事由別の退職者割合をみると、「定年」が64.3%、「定年以外」では「会社都合」が5.4%、「自己都合」が22.8%、「早期優遇」が 7.5%となっている。勤続20年以上かつ45歳以上の退職者に対し支給した又は支給額が確定した退職者1人平均退職給付額を退職事由別にみると、どの学歴においても「早期優遇」が最も高く、「自己都合」が最も低くなっている。退職事由のうち「定年」退職者の退職給付額を学歴別にみると、「大学・大学院卒（管理・事務・技術職）」1,983万円、「高校卒（管理・事務・技術職）」1,618万円、「高校卒（現業職）」1,159万円となっている。勤続20年以上かつ45歳以上の定年退職者に対して支給した又は支給額が確定した退職給付額を退職給付制度の形態別にみると、「大学・大学院卒（管理・事務・技術職）」では「退職一時金制度のみ」が 1,678万円、「退職年金制度のみ」が 1,828万円、「両制度併用」が 2,357万円となっている。「高校卒（管理・事務・技術職）」では、「退職一時金制度のみ」が 1,163万円、「退職年金制度のみ」が 1,652万円、「両制度併用」が 2,313万円となっている。「高校卒（現業職）」では、「退職一時金制度のみ」が 717万円、「退職年金制度のみ」が 1,177万円、「両制度併用」が 1,650 万円となっている。「勤続35年以上」についてみると、「大学・大学院卒（管理・事務・技術職）」では「退職一時金制度のみ」が 1,897万円、「退職年金制度のみ」が 1,947万円、「両制度併用」が 2,493万円となっている。「高校卒（管理・事務・技術職）」では、「退職一時金制度のみ」が 1,497万円、「退職年金制度のみ」が 1,901万円、「両制度併用」が 2,474万円となっている。「高校卒（現業職）」では、「退職一時金制度のみ」が 1,080万円、「退職年金制度のみ」が 1,524万円、「両制度併用」が 1,962万円となっている。

#### 公務員の退職金
日本の公務員においては、 退職手当と称されることが多く、国家公務員においては法律（国家公務員退職手当法）により、地方公務員においては各地方公共団体の条例により退職手当の決定、計算及び支払の方法並びに退職手当の支払の時期に関する事項などについて規定されている。
なお、臨時的任用を受けた職員は1年以内でその期間が終了するため（複数年勤務している場合でも年度ごとに退職・再契約を繰り返している）、契約が終了するたびに退職手当が支給される。但し、非常勤職員には退職手当が適用されない。

#### 退職金への課税
一定の退職金は退職所得として所得税と住民税が課せられる。勤続年数に応じた退職所得控除があり税率も通常の給与所得に比して低い。退職金等の支払者に「退職所得の受給に関する申告書」を提出すれば、退職所得の金額に応じた所得税が源泉徴収されるため、原則として確定申告は必要がない。
また、中小企業退職金共済の場合は、掛金が月3万円以下で他に退職所得がなければ、退職所得控除額を下回るため税がかからなく、掛金の支払時も事業主の方には税がかからない。

## 米国
米国にはセベランス・ペイ（Severance Pay）と呼ばれる解雇に伴って支払われる割増退職金（解雇手当）の制度がある。
セベランス・ペイの中身は雇用契約や別個の契約で定められていることが多く、会社都合による解雇や雇用者の障害・死亡の場合にはセベランス・ペイの対象となることがある。自己都合退職や懲戒解雇の場合にはセベランス・ペイの対象とならない。
経営陣はM&Aの際に雇用を失うリスクが大きいことから従業員層よりも手厚いセベランス・ペイが用意されていることが多く、その額は企業買収の買収価格の決定上看過できない水準の場合もある。企業買収の防衛策として利用される場合には特にゴールデンパラシュート（Golden Parachute）と呼ばれる。
退職の際に Severance package と呼ばれるパッケージの一部の場合もある。このパッケージでは、退職金のほか次の就職までの支援なども含まれる。

## イギリス
英国ではRedundancy（余剰解雇）理由での解雇である場合、法的なRedundancy payments（余剰解雇手当）支払額が定められている。